# Atletism la Jocurile Olimpice de vară din 2024 - Săritura în înălțime (masculin)
Proba de atletism săritura în înălțime masculin de la Jocurile Olimpice de vară din 2024 a avut loc în perioada 7 - 10 august 2024 pe Stade de France.

## Recorduri
Înaintea acestei competiții, recordurile mondiale și olimpice erau următoarele:
| Record           | Atlet                  | Timp   | Loc                             | Data          |
| ---------------- | ---------------------- | ------ | ------------------------------- | ------------- |
| Recordul mondial | Javier Sotomayor (CUB) | 2,45 m | Salamanca, Spania               | 27 iulie 1993 |
| Recordul olimpic | Charles Austin (USA)   | 2,39 m | Atlanta, Georgia, Statele Unite | 28 iulie 1996 |

## Program
Orele sunt ora Franței (UTC+1) 
| Data                    | Oră   | Etapă      |
| ----------------------- | ----- | ---------- |
| Miercuri, 7 august 2024 | 10:05 | Calificări |
| Sâmbătă, 10 august 2024 | 19:10 | Finala     |

## Rezultate

### Calificări
S-a calificat în finală orice sportiv care a sărit la înălțimea de 2,29 m (C) sau cele mai bune 12 rezultate (c).
| Loc | Grupă | Atlet             | Țară                       | 2,15 | 2,20 | 2,24 | 2,27 | 2,29 | Înălțime | Note  |
| --- | ----- | ----------------- | -------------------------- | ---- | ---- | ---- | ---- | ---- | -------- | ----- |
| 1   | A     | Shelby McEwen     | Statele Unite ale Americii | o    | –    | o    | o    | r    | 2,27     | c     |
| 2   | B     | Hamish Kerr       | Noua Zeelandă              | o    | xxo  | xo   | o    | r    | 2,27     | c     |
| 3   | A     | Mutaz Barsham     | Qatar                      | o    | o    | o    | xo   | r    | 2,27     | c     |
| 3   | A     | Woo Sang-hyeok    | Coreea de Sud              | o    | o    | o    | xo   | r    | 2,27     | c     |
| 5   | A     | Ryoichi Akamatsu  | Japonia                    | o    | o    | xxo  | xo   | r    | 2,27     | c, SB |
| 6   | A     | Stefano Sottile   | Italia                     | o    | o    | o    | xxx  |      | 2,24     | c     |
| 6   | B     | Gianmarco Tamberi | Italia                     | –    | o    | o    | xxx  |      | 2,24     | c     |
| 8   | B     | Romaine Beckford  | Jamaica                    | o    | xo   | o    | xxx  |      | 2,24     | c     |
| 9   | A     | Brian Raats       | Africa de Sud              | o    | xxo  | o    | xxx  |      | 2,24     | c     |
| 9   | A     | Jan Štefela       | Cehia                      | o    | xxo  | o    | xxx  |      | 2,24     | c     |
| 11  | B     | Oleh Doroșciuk    | Ucraina                    | o    | o    | xo   | xxx  |      | 2,24     | c     |
| 12  | B     | Tihomir Ivanov    | Bulgaria                   | o    | xo   | xo   | xxx  |      | 2,24     | c     |
| 13  | B     | Brandon Starc     | Australia                  | xxo  | xo   | xo   | xxx  |      | 2,24     | SB    |
| 14  | A     | Luis Zayas        | Cuba                       | o    | o    | xxo  |      | xxx  | 2,24     |       |
| 15  | A     | Luis Castro       | Puerto Rico                | o    | o    | xxx  |      |      | 2,20     |       |
| 15  | B     | Fernando Ferreira | Brazilia                   | o    | o    | xxx  |      |      | 2,20     |       |
| 15  | B     | Erick Portillo    | Mexic                      | o    | o    | xxx  |      |      | 2,20     |       |
| 15  | A     | Edgar Rivera      | Mexic                      | o    | o    | xxx  |      |      | 2,20     |       |
| 19  | B     | Thomas Carmoy     | Belgia                     | o    | xo   | xxx  |      |      | 2,20     |       |
| 19  | B     | JuVaughn Harrison | Statele Unite ale Americii | o    | xo   | xxx  |      |      | 2,20     |       |
| 19  | A     | Wang Zhen         | China                      | o    | xo   | xxx  |      |      | 2,20     |       |
| 22  | A     | Alperen Acet      | Turcia                     | xxo  | xo   | xxx  |      |      | 2,20     |       |
| 23  | B     | Yual Reath        | Australia                  | o    | xxo  |      |      |      | 2,20     |       |
| 23  | B     | Tomohiro Shinno   | Japonia                    | o    | xxo  | xxx  |      |      | 2,20     |       |
| 25  | B     | Sarvesh Kushare   | India                      | o    | xxx  |      |      |      | 2,15     |       |
| 25  | A     | Vladislav Lavski  | Ucraina                    | o    | xxx  |      |      |      | 2,15     |       |
| 27  | B     | Joel Baden        | Australia                  | xo   | xxx  |      |      |      | 2,15     |       |
| 28  | A     | Vernon Turner     | Statele Unite ale Americii | xxo  | xxx  |      |      |      | 2,15     |       |
|     | A     | Donald Thomas     | Bahamas                    | xxx  |      |      |      |      | FR       |       |
|     | B     | Tobias Potye      | Germania                   | xxx  |      |      |      |      | FR       |       |
|     | B     | Andrii Proțenko   | Ucraina                    | xxx  |      |      |      |      | FR       |       |

### Finala
Hamish Kerr a câștigat medalia de aur după un baraj cu Shelby McEwen.
| Loc | Atlet             | Țară                       | 2,17 | 2,22 | 2,27 | 2,31 | 2,34 | 2,36 | 2,38 | 2,38 | 2,36 | 2,34 | Înălțime | Note |
| --- | ----------------- | -------------------------- | ---- | ---- | ---- | ---- | ---- | ---- | ---- | ---- | ---- | ---- | -------- | ---- |
| 1   | Hamish Kerr       | Noua Zeelandă              | o    | o    | o    | xxo  | o    | o    | xxx  | x    | x    | o    | 2,36     | =RC  |
| 2   | Shelby McEwen     | Statele Unite ale Americii | o    | o    | o    | o    | xxo  | o    | xxx  | x    | x    | x    | 2,36     | PB   |
| 3   | Mutaz Barsham     | Qatar                      | –    | o    | o    | o    | o    | xx-  | x    |      |      |      | 2,34     | SB   |
| 4   | Stefano Sottile   | Italia                     | o    | o    | o    | xo   | o    | xxx  |      |      |      |      | 2,34     | PB   |
| 5   | Ryoichi Akamatsu  | Japonia                    | o    | o    | xo   | o    | xxx  |      |      |      |      |      | 2,31     | PB   |
| 6   | Oleh Doroșciuk    | Ucraina                    | o    | o    | xo   | xo   | xxx  |      |      |      |      |      | 2,31     | PB   |
| 7   | Woo Sang-hyeok    | Coreea de Sud              | o    | o    | xo   | xx   |      |      |      |      |      |      | 2,27     |      |
| 8   | Tihomir Ivanov    | Bulgaria                   | xo   | o    | xo   | xxx  |      |      |      |      |      |      | 2,27     | SB   |
| 9   | Jan Štefela       | Cehia                      | xxo  | o    | xxx  |      |      |      |      |      |      |      | 2,22     |      |
| 10  | Romaine Beckford  | Jamaica                    | o    | xo   | xxx  |      |      |      |      |      |      |      | 2,22     |      |
| 11  | Gianmarco Tamberi | Italia                     | –    | xxo  | xxx  |      |      |      |      |      |      |      | 2,22     |      |
| 12  | Brian Raats       | Africa de Sud              | o    | xxx  |      |      |      |      |      |      |      |      | 2,17     |      |